# Jack Coe
Jack Coe, född  11 mars 1918, död 17 december 1956, var en av de första helandepredikanterna som anordnade tältmöten i USA efter andra världskriget. Coe kom från en kaotisk bakgrund med alkoholism, spelmissbruk och skilsmässa i familjen, och slutligen sattes han i barnhem. Han själv alkoholiserad i tonåren och fick en dödsdom av läkare om han inte ändrade livsstil. Coe gick till en kyrka i 17-årsåldern där han blev frälst, och började snart studier på bibelskola inom Assemblies of God, men lämnade allt för att rycka in i krigsmakten 1941. Där säger han sig ha upplevt mirakel. 
Han vigdes till pastor i Assemblies of God 1944 och började predika redan när han fortfarande tjänstgjorde i kriget. 1945 uppges människor ha upplevt spektakulär helbrägdagörelse på ett möte i Texas, en kvinna fick sin syn, och han fick börja resa runt för att be för människor på olika platser.
Coe kom att inspirera William M Branham och samarbetade med James Gordon Lindsay omkring the Voice of Healing. Han ville dock inte vara kvar som medredaktör utan startade 1950 sin egen tidning Herald of Healing, med upplaga på ca 300000 år 1956.
Coe hade en tävlingslystnad, så han ville ha större tält än konkurrenterna, såsom Oral Roberts, och framhöll att "hans var störst". Han uppges ha uppträtt arrogant och hotfullt mot andra. Det blev kontroverser med ledarskapet för Assemblies of God, med olika anklagelser, och fråntogs pastorstiteln 1953 med motiveringen att han vilseleder folk, överdriver och är upprorisk mot myndigheterna. 
En annan anklagelse gällde lyxliv, men han svarade med motattacker där han publicerade bilder på ledande pingstvänners ännu mera luxuösa hus och hävdade att kyrkan stred mot Guds helandeverksamhet.
Coe startade en egen församling 1953 och ett barnhem utanför Dallas, Texas för 200 föräldralösa barn och radioprogram som sändes på över 100 stationer.
Coe blev känd för att vägra använda medicin eller besöka läkare, och uppträdde med stora ord om tro i sina möten, och dramatiska shower med de som sökte förbön, och många vittnade om att medicinska under faktiskt hade skett. 1955 kom ett föräldrapar med sin treårige polioskadade son till hans möte, och han hävdade att barnet var botat och att man föräldrarna skulle avlägsna hans metallstöd. Barnet fick kronisk värk av åtgärden eftersom helande inte hade skett, och Coe arresterades 1956 för "olegitimerad medicinsk verksamhet". I rättegången undkom han straff eftersom delstaten Floridas lagar medgav undantag för helande genom tro.
Samma år fick Coe själv i akut polio i mitthjärnan, blev förlamad, fick lunginflammation och dog. Asa A Allen köpte hans stora tält och fortsatte med helandemöten där.